# Anna Maria Hussey
Anna Maria Hussey, de soltera Reed (5 de junio de 1805-26 de agosto de 1853) fue una micóloga, escritora e ilustradora británica.

## Familia y antecedentes

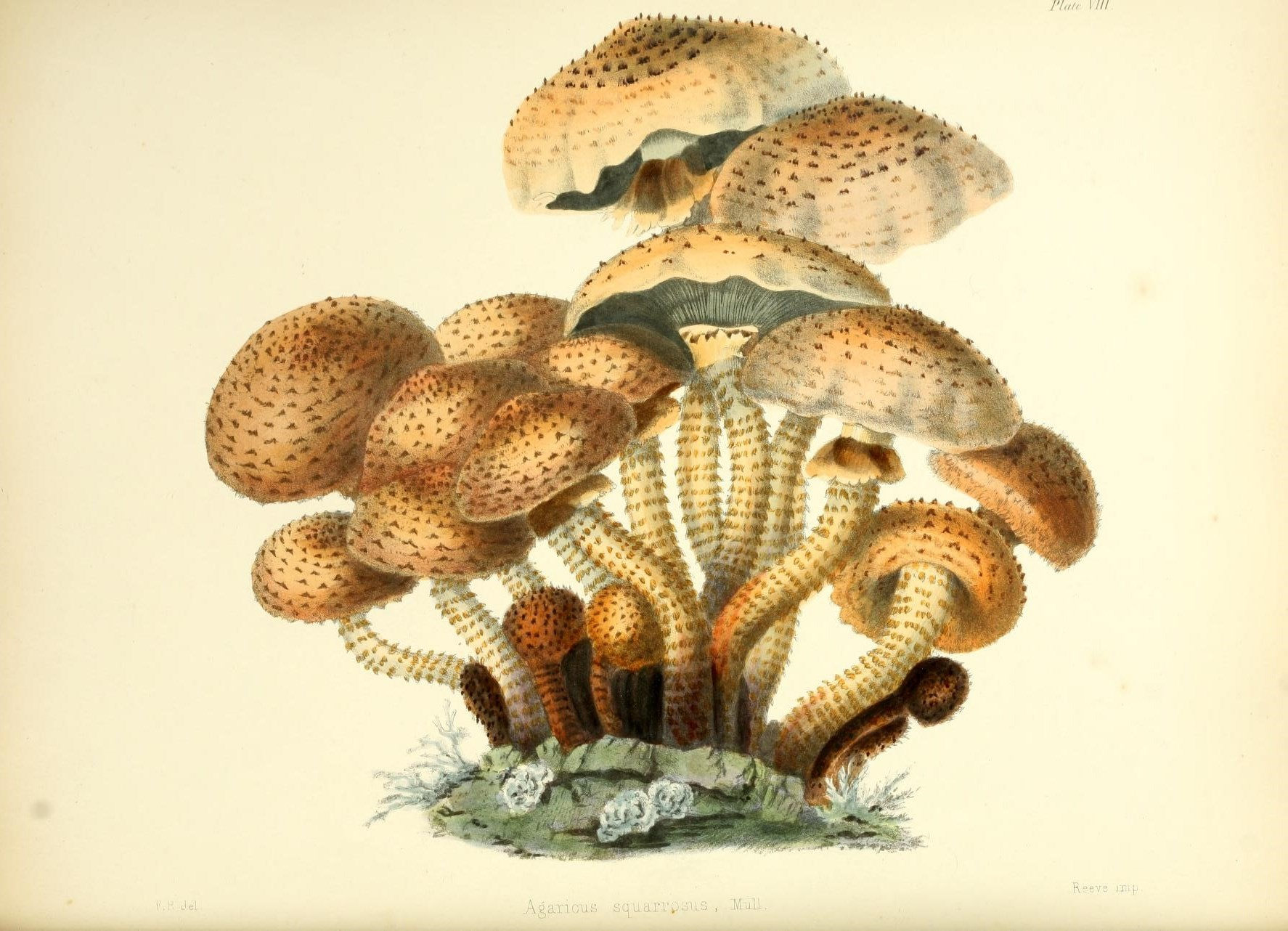
Agaricus squarrosus (ahora conocida como Pholiota squarrosa) de ilustraciones de Illustrations of British mycology

Anna Maria Reed nació en Leckhampstead, Buckinghamshire, fue una de los 3 hijos del reverendo John Theodore Archibald Reed, rector de Leckhampstead, y de Anna Maria Dayrell. Sabemos poco sobre la infancia o la educación de Anna. Su padre, un rector, probablemente alentó el interés por la ciencia como parte de su educación en el hogar. Había muchos libros en la casa, ya que el padre de Anna coleccionaba Biblias impresas en varios idiomas. Sus hermanas Henrietta (1807-1860) y Frances (1810-1872) estimularon el interés por la botánica y el arte, aunque los diarios de Anna indican que al principio le intrigaba la geología.
En 1831, a los 26 años, se casó con el reverendo Dr. Thomas John Hussey, rector de Hayes, Kent, quien era un astrónomo y científico bien conectado por derecho propio. Tuvieron seis hijos, uno de los cuales también recibió el nombre de Anna Maria Hussey. Solo dos sobrevivieron hasta la edad adulta.
Hussey era una mujer de voluntad fuerte que abordó sus investigaciones personales con un entusiasmo que no sentía del todo por su papel como esposa de un clérigo. Se resistió cuando "todas las ancianas de la parroquia" la llamaron y se irritó ante los recordatorios de sus deberes por parte de su esposo.
Durante su etapa más creativa, mantuvo una activa y franca correspondencia con su mentor micólogo, el reverendo M. J. Berkley, en la que se aportan muchos detalles de su vida y trabajo cotidianos. En su vida, Berkeley describió más de 6000 nuevas especies de hongos. Ayudó a Hussey con las identificaciones y ella le proporcionó especímenes. También conocía a Charles Badham, un estudioso de la literatura clásica y al micólogo M. C. Cooke, quien cita a Hussey en su obra de 1875 Fungi: Their Nature and Uses y la llama "amiga".
En la década de 1840, contribuyó con escritos (posiblemente incluyendo una serie romántica) a The Surplice, una revista editada por su esposo. También escribió al menos una historia menos romántica, llamada 'Matrimony', para Frazer's Magazine, pero todas estas piezas eran anónimas, siguiendo las convenciones de la época.

## Coleccionando e ilustrando hongos

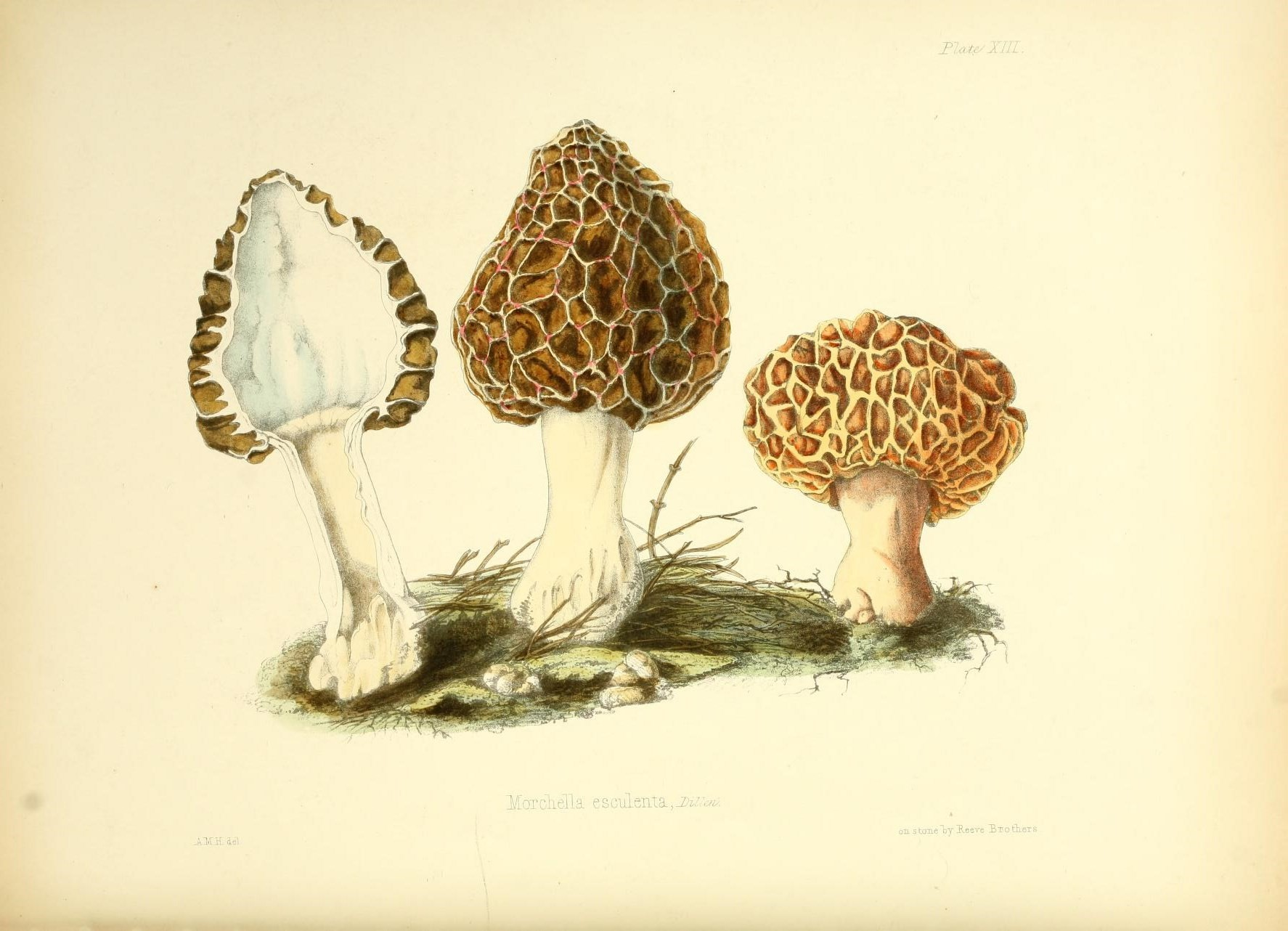
Morchella esculenta ilustrada por Anna Maria Hussey

Anna Maria Hussey estaba interesada en la historia natural y conoció a Charles Darwin en la cercana Down House. Uno de sus hermanos, George Varenne Reed, se convirtió en tutor de los hijos de Darwin. Hussey (junto con su hermana menor, Frances Reed) desarrolló una experiencia en hongos, manteniendo correspondencia y enviando especímenes al principal micólogo de la época, el reverendo Miles Joseph Berkeley. El acercamiento de Hussey a la micología provino del fin artístico, más que de los campos científicos de la sistemática, el trabajo de campo o la microscopía. Ella y su hermana hicieron acuarelas de algunas de las especies que encontraron y en 1847 se publicaron varias ilustraciones de Hussey como láminas en A treatise on the esculent funguses of England de Charles David Badham. Sin embargo, estos no fueron acreditados, como lo señaló un crítico contemporáneo.
Al mismo tiempo, produjo (como la Sra. T. J. Hussey) el primer volumen de una obra ambiciosa y costosa titulada Illustrations of British Mycology, que contiene 90 láminas en color de especies recolectadas e ilustradas por ella misma o por su hermana, junto con descripciones, observaciones personales, anécdotas y comentarios. Illustrations of British mycology no son simplemente una letanía taxonómica de hongos. En cambio, es un catálogo de las experiencias y el conocimiento de Anna con los hongos. Esperaba que su trabajo inspirara a los futuros entusiastas de los hongos, especialmente a los jóvenes. Para ello dio instrucciones sobre la caza y el cuidado de los ejemplares capturados en el campo. En la introducción de Illustrations, señala que:
"En primer lugar, es necesaria una canasta, y si el estudiante sale de casa sin una, una profusión de objetos hermosos y raros seguramente se esparcirá en su camino; en cuyo caso solo hay dos alternativas, diseccionar en el lugar, siempre una operación imperfecta, o llevarse el botín en sombrero o pañuelo, cuando al llegar a casa, se presenta una masa heterogénea de sombreros, tallos, etc.—membrana disyectada!" Un segundo volumen de 50 láminas en color fue publicado póstumamente en 1855, interrumpido por su temprana muerte. Los dos volúmenes, especialmente las ilustraciones, fueron bien recibidos y elogiados por su "precisión científica", así como por su "elegancia artística".
Berkeley nombró a un género de hongos Husseia en honor a "mi amiga, la Sra. Hussey, cuyos talentos bien merecen tal distinción" (aunque el posterior Husseya J. Agardh, un género de algas marinas que lleva el nombre del coleccionista australiano Jessie Hussey, se ha conservado). Berkeley también nombró una especie de agárico, ilustrada en el volumen dos de Illustrations of British Mycology, Cortinarius reediae, en honor a Frances Reed. Sus especímenes de hongos enviados a Berkeley se encuentran ahora en el herbario micológico de los Jardines Botánicos Reales de Kew.

## Exposiciones y publicaciones recientes
En los últimos años, Anna Maria Hussey ha atraído la atención como ilustradora científica victoriana y fue una de las doce artistas que se presentaron en una exposición de 2005 "Trabajo de mujeres" organizada en los Estados Unidos por la Biblioteca Linda Hall y el Jardín botánico de Misuri. Su correspondencia con Berkeley también ha sido publicada y recientemente ha recibido una entrada en el Dictionary of National Biography.